# Guerra Civil Afegã (1928–1929)
A Guerra Civil Afegã foi travada de 14 de novembro de 1928 a 13 de outubro de 1929. Rebelando-se e, posteriormente, governando, as forças Saqqawistas sob o comando de Habibullāh Kalakāni lutaram contra várias tribos opostas e monarcas rivais no Reino do Afeganistão, entre os quais Maomé Nadir Cã posteriormente alcançou um papel preponderante. Apesar dos sucessos iniciais, como a captura de Cabul e a derrota de Amanulá Cã em 17 de janeiro de 1929 ou a captura de Kandahar em 3 de junho, os Saqqawistas foram, por fim, depostos pelas forças anti-Saqqawistas lideradas por Nadir em 13 de outubro de 1929, levando à ascensão de Nadir como rei do Afeganistão, que governou até seu assassinato em 3 de novembro de 1933.
A guerra começou quando a tribo Shinwari se revoltou em Jalalabade e traçou um manifesto de dez queixas, cinco das quais relacionadas à intromissão de Amanulá com o status das mulheres. Embora essa revolta tenha sido reprimida por uma força liderada por Ali Amade Cã, um levante simultâneo dos Saqqawistas no norte conseguiu capturar a cidade sitiada de Jabal al-Siraj, antes de atacar Cabul em 14 de dezembro de 1928. Embora a primeira investida Saqqawista em Cabul tenha sido repelida, o segundo ataque dos Saqqawistas teve êxito na captura de Cabul em 17 de janeiro de 1929. O governo naquela época estava focado em reformas sociais, como a expansão dos direitos das mulheres e a adoção de um alistamento militar, que antes havia levado à malsucedida Rebelião de Alizai e a Rebelião de Khost. Kalakani denunciou seus oponentes como cafir, embora suas forças cometessem atos de estupro  e pilhagem. 
Depois de capturar Cabul, os Saqqawistas derrotaram um governo rival em Jalalabade liderado por Ali Amade Cã em 9 de fevereiro. Apesar de um revés na Batalha de Shaykhabad no início de março, os Saqqawistas conseguiram estender seu controle a Candaar em junho, após um curto cerco. No entanto, não conseguiram derrotar Nadir Cã no vale de Logar, que havia entrado na área junto com Amanulá em março, embora este tenha deixado o país em 23 de maio. Depois de um impasse de meses de duração, Nadir Cã finalmente conseguiu forçar os Saqqawistas a recuar para Cabul em outubro de 1929 e, posteriormente, para Arg. A captura do Arg em 13 de outubro de 1929 marcou o fim da guerra civil, embora a atividade Saqqawista tenha continuado até 1931. A guerra civil foi travada simultaneamente com uma operação soviética no norte do Afeganistão para combater o movimento Basmachi.
Durante a captura anti-Saqqawista de Cabul, as forças de Nadir saquearam a cidade contra suas ordens. Depois da guerra civil, Nadir não cedeu o controle do trono afegão de volta a Amanulá, e isso levou a várias rebeliões, incluindo a rebelião de Shinwari, a rebelião de Coistão, a rebelião de Guilzai e a revolta de Masraque. Durante a Segunda Guerra Mundial, Amanulá tentaria sem sucesso recuperar o trono com a ajuda do Eixo.

## Outras leituras
- Habibulah, Amir (Abril de 1990). My Life: From Brigand to King. [S.l.]: Octagon Press. ISBN 9780863040474 - An autobiography of Habibullah Kalakani.